# Ricardo Lopes (Fußballspieler, 1990)
Ricardo Lopes Pereira (* 28. Oktober 1990 in Nova Rosalândia, Tocantins) ist ein brasilianischer Fußballspieler.

## Karriere
Ricardo Lopes Pereira stand bis Mai 2013 beim Ituano FC im brasilianischen Itu unter Vertrag. Über den Viertligisten Gurupi EC wechselte er im Januar 2014 zum ebenfalls in der vierten Liga spielenden Globo FC nach Ceará-Mirim. Von Mitte Oktober 2014 bis Anfang Dezember 2014 wurde er an den Drittligisten Fortaleza EC ausgeliehen. Für den Verein aus Fortaleza bestritt er zwei Drittligaspiele. Die Saison 2015 wurde er nach Südkorea zum Erstligisten Jeju United ausgeliehen. Für das Fußballfranchise aus Jeju bestritt er 33 Erstligaspiele. Nach der Ausleihe und dem Vertragsende beim Globo FC unterschrieb er im Januar 2016 einen Vertrag beim südkoreanischen Erstligisten Jeonbuk Hyundai Motors. 2016 feierte er mit dem Verein den Gewinn der Champions League. 2017, 2018 und 2019 wurde er mit Jeonbuk südkoreanischer Meister. Nach 124 Erstligaspielen ging er im Februar 2020 für eine Ablösesumme von 5,46 Millionen Euro nach China, wo er sich dem Shanghai Port FC anschloss. Bei dem Erstligisten aus Shanghai stand er bis Mitte Juli 2022 unter Vertrag. 2021 wurde er mit Shanghai Vizemeister. Den Rest des Jahres spielte er in Japan beim Zweitligisten JEF United Ichihara Chiba. Für den Verein aus Ichihara stand er zehnmal auf dem Spielfeld. Worskla Poltawa, ein Verein aus der ukrainischen Stadt Poltawa nahm ihn Ende Januar 2023 unter Vertrag. Im Sommer 2023 ging er wieder nach Asien, wo er in Südkorea einen Vertrag beim Erstligisten Suwon FC unterschrieb. Bis Saisonende 2023 bestritt er für den Klub 14 Ligaspiele. Hierbei erzielte er drei Tore. Im Januar 2024 wechselte er zum südkoreanischen Zweitligisten Busan IPark. Nach 14 Ligaspielen für den Klub aus Busan wechselte er im August 2024 nach Thailand. Hier unterzeichnete er einen Vertrag beim Erstligisten Lamphun Warriors FC. Für den Verein aus Lamphun bestritt er acht Ligaspiele. Nach der Hinrunde wurde sein Vertrag im Januar 2025 nicht verlängert.

## Erfolge
Jeonbuk Hyundai Motors
- Südkoreanischer Meister: 2017, 2018, 2019
- Südkoreanischer Vizemeister: 2016
- AFC-Champions-League-Sieger: 2016

Shanghai Port FC
- Chinesischer Vizemeister: 2021